# Herb gminy Piecki
Herb gminy Piecki – jeden z symboli gminy Piecki.

## Wygląd i symbolika
Herb przedstawia na tarczy dzielonej w pas w górnym polu na złotym tle czarnego dzika i kłos zboża. W dolnym znajduje się złota ryba na błękitnym tle.